# Poesía culta en la literatura medieval española
La aparición de una literatura medieval culta (tanto en prosa como en verso) va unida a la creación de los estudios generales, porque los conocimientos adquiridos en ellos se usarán para producir textos en castellano. 
En las fundaciones de estos (España no lo hará hasta el siglo XIII) tienen un papel trascendental los dos centros de poder de la época: la Iglesia y la Corona. El primero aporta los maestros; el segundo, el mantenimiento. 
Otro detalle importante que debemos tener en cuenta es que el receptor de buena parte de esos escritos será una corte, compuesta por una nobleza normalmente levantisca, a la que los diferentes reyes intentarán ofrecer modelos de conducta.
La poesía culta en castellano hasta el siglo XV tiene dos manifestaciones:
- Los debates
- El Mester de Clerecía.

En el Libro de Alexandre hay un pasaje excepcional sobre los estudios que en ellos se impartían: 
El príncipe macedonio acaba de enterarse del tributo que su padre paga al rey persa Darío y esto le sume en una profunda tristeza. Aristóteles le pregunta por el motivo de ella y Alejandro, para explicarlo, revisa las enseñanzas recibidas.

Maestro tu me crieste por ti se clerecia / mucho me as bien fecho gracir non te lo podria / a ti me dio mi padre quando siet' annos auia / por que de los maestros auies grant meioria (copla 38)

Nótese que se designa como clerecía el conjunto de las artes o conocimientos.

Entiendo bien gramatica se bien toda natura / bien dicto e uersifico connosco bien figura / de cuer se los actores de libro non e cura /  mas todo lo oluido tanto e fiera rancura (copla 40)

Primer arte: gramática; es decir, conocimiento de los significados de las palabras (natura), pronunciación (dicto), nociones de poesía, retórica (uersifico connosco bien figura) y literatura (de cuer se los actores de libro). 

Bien se los argumentos de logica formar / los dobles silogismos bien los se yo falsar / bien se yo a la parada a mi contrario leuar / mas todo lo oluido tanto he grant pesar (copla 41)

Segundo arte: dialéctica. Importante para los debates y discurrir rectamente.

Retorico so fino se fermoso fablar / colorar mis palabras los omes bien pagar / sobre mi aduersario la mi culpa echar / mas por esto lo he todo a oluidar (copla 42)

Tercer arte: retórica; esto es, la capacidad de utilizar el lenguaje para conmover (en su más amplio sentido) a los demás.

Se arte de musica por natura cantar / se fer sabrosos puntos las uozes acordar / los tonos commo enpieçan e commo deuen finar / mas non me puede todo esto un punto confortar (copla 44)

Cuarto arte: la música.

Se de las [siete] artes todo su argumento / bien se las qualidades de cada elemento / de los signos del sol siquier del fundamento / no-s' me podria celar quanto ual' un acento (copla 45)

Artes quinta, sexta y séptima: aritmética, geometría (ninguna de las dos mencionadas en la estrofa) y astronomía.